# کاونیاینن
کاونیاینن (سوئدی: Grankulla) یکی از شهرهای فنلاند است.